# My 2 Decades 2
『My 2 Decades 2』（マイ ツー ディケイズ ツー）は、aikoの13作目のライブビデオ。2020年1月29日にポニーキャニオンよりBlu-ray DiscとDVDで発売された。

## 概要
本作は2枚組で、Disc1には2018年に行ったホールツアー「Love Like Pop vol.20」よりNHKホール公演の模様を、Disc2には2019年に行ったアリーナツアー「Love Like Pop vol.21」よりさいたまスーパーアリーナ公演の模様を収録している。

## 収録曲

### Disc1「Love Like Pop vol.20」
1. ストロー
2. エナジー
3. あたしのせい
4. くちびる
5. 二時頃
6. 雨フラシ
7. 陽と陰
8. Loveletter
9. 瞳
10. 恋人同士
11. ずっと近くに
12. 格好いいな
13. ドライブモード
14. 未来を拾いに
15. 恋の涙
16. 予告
17. 夢見る隙間
18. ハナガサイタ
19. うん。
20. 向かいあわせ
21. milk

<特典映像> LLP20 backstage

### Disc2「Love Like Pop vol.21」
1. カブトムシ
2. ハナガサイタ
3. 雲は白リンゴは赤
4. 冷凍便
5. 冷たい嘘
6. かばん
7. 三国駅
8. 染まる夢
9. 心日和
10. 恋人
11. Do you think about me?
12. 桜の時
13. あたしの向こう
14. ストロー
15. ドライブモード
16. ひまわりになったら
17. 夢見る隙間
18. ホーム
19. メドレー
  1. ナキ・ムシ
  2. 今度までには
  3. プラマイ
  4. えりあし
  5. 嘆きのキス
  6. あした
  7. 恋のスーパーボール
  8. 花火
  9. Loveletter
  10. 二人
20. キスする前に
21. be master of life

<特典映像> LLP21 backstage

## サポートメンバー
- キーボード：佐藤達哉（Disc1,Disc2）
- ギター：設楽博臣（Disc1,Disc2）
- ギター：浜口高知（Disc1,Disc2）
- ベース：須長和広（Disc1,Disc2）
- ドラムス：佐野康夫（Disc1,Disc2）
- トランペット：小林太（Disc1）
- トランペット：斎藤幹雄（Disc2）
- サックス：山本公樹（Disc1,Disc2）
- トロンボーン：川原聖仁（Disc1,Disc2）